# Ezüstös fehérmolyfélék
Az ezüstös fehérmolyfélék (Lyonetiidae, régebben Leucopteridae) a valódi lepkék (Glossata) alrendjébe tartozó Yponomeutoidea öregcsalád egyik családja a rokon családokhoz viszonyítva kevés, de nagy területen elterjedt fajjal.
A család onnan kapta magyar nevét, hogy a lepkék homloka és arca lesimított, ezüstösen csillogó pikkelyekkel. Fejükön hátul felálló szőrök nőnek.
Bár a lepkék éjszaka repülnek, kerülik a mesterséges fényt. Egyes fajok hernyói a lombkorona- és cserjeszintben élnek: ezek között kártevő fajok is akadnak, de kártételük (legalábbis hazánkban) nem jelentős.

## Rendszertani felosztásuk a magyarországi fajokkal
A családot két alcsaládra (két-két nemmel) és további több mint harminc, alcsaládba nem sorolt nemre tagolják:
- Cemiostominae alcsalád két nemmel:
  - Leucoptera – Hb., 1825 – 80 fajjal;
    - juharaknázó fehérmoly (Leucoptera aceris Fuchs, 1903) – Magyarországon többfelé előfordul (Pastorális, 2011);
    - erdeilednekevő fehérmoly (Leucoptera cytisiphagella Klimesch, 1938) – Magyarországon szórványos (Pastorális, 2011);
    - rekettyerágó fehérmoly (Leucoptera genistae M. Hering, 1933) – Magyarországon szórványos (Pastorális, 2011);
    - zanótaknázó fehérmoly (Leucoptera heringiella Toll, 1938) – Magyarországon szórványos (Fazekas, 2001; Pastorális, 2011);
    - aranyesőrágó fehérmoly (Leucoptera laburnella, L. wailesella Stainton, 1851) – Magyarországon közönséges (Mészáros, 2005; Pastorális, 2011)
    - lednekaknázó fehérmoly (Leucoptera lotella Stainton, 1859) – Magyarországon sokfelé előfordul (Pastorális, 2011);
    - orbáncfűrágó fehérmoly (Leucoptera lustratella Herrich-Schäffer, 1855) – Magyarországon többfelé előfordul (Pastorális, 2011);
    - lombosfalakó fehérmoly (lombosfa-fehérmoly, Leucoptera malifoliella Costa, 1836 = L. scitella Zeller, 1839) – Magyarországon közönséges; a gyümölcsösök életközösségének állandó tagja (Mészáros, 2005; Pastorális, 2011)
    - baltacimaknázó fehérmoly (Leucoptera onobrychidella Klimesch, 1937) – Magyarországon többfelé előfordul (Pastorális, 2011);
    - nyáraknázó fehérmoly (Leucoptera sinuella Reutti, 1853) – Magyarországon sokfelé előfordul (Fazekas, 2001; Pastorális, 2011);
    - seprőzanótevő fehérmoly (Leucoptera spartifoliella Hübner, 1813) – Magyarországon sokfelé előfordul (Fazekas, 2001; Pastorális, 2011);

  - Perileucoptera – egy fajjal:
    - Perileucoptera coffeella;
- Lyonetiinae
  - Lyonetia
    - kígyóaknás ezüstmoly (Lyonetia clerkella L., 1758) – Magyarországon közönséges (Mészáros, 2005; Pastorális, 2011)
    - tőzegeper-ezüstmoly (Lyonetialedi Wocke, 1758) – Magyarországon szórványos (Pastorális, 2011)
    - rózsalevél-ezüstmoly (Lyonetia prunifoliela Hübner, 1796) – Magyarországon többfelé előfordul (Pastorális, 2011)

  - Stegommata

Alcsaládba nem sorolt nemek:
- - Acanthocnemes
  - Arctocoma
  - Argyromis
  - Atalopsycha
  - Busckia
  - Cateristis
  - Chrysolytis
  - Cladarodes
  - Compsoschema
  - Copobathra
  - Crobylophora
  - Daulocoma
  - Diplothectis
  - Erioptris
  - Eulyonetia
  - Exegetia
  - Hierocrobyla
  - Leioprora
  - Leucoedemia
  - Lyonetiola
  - Micropostega
  - Microthauma
  - Orochion
  - Otoptris
  - Petasobathra
  - Philonome
  - Phyllobrostis
  - Pilotocoma
  - Platacmaea
  - Proleucoptera
  - Prytaneutis

## Névváltozatok
- ezüstös fehérmolyok[1]
- fehérszárnyú molyfélék[2]

- ezüstös-fehérmolyfélék[3]